# Bertrand Andrieu

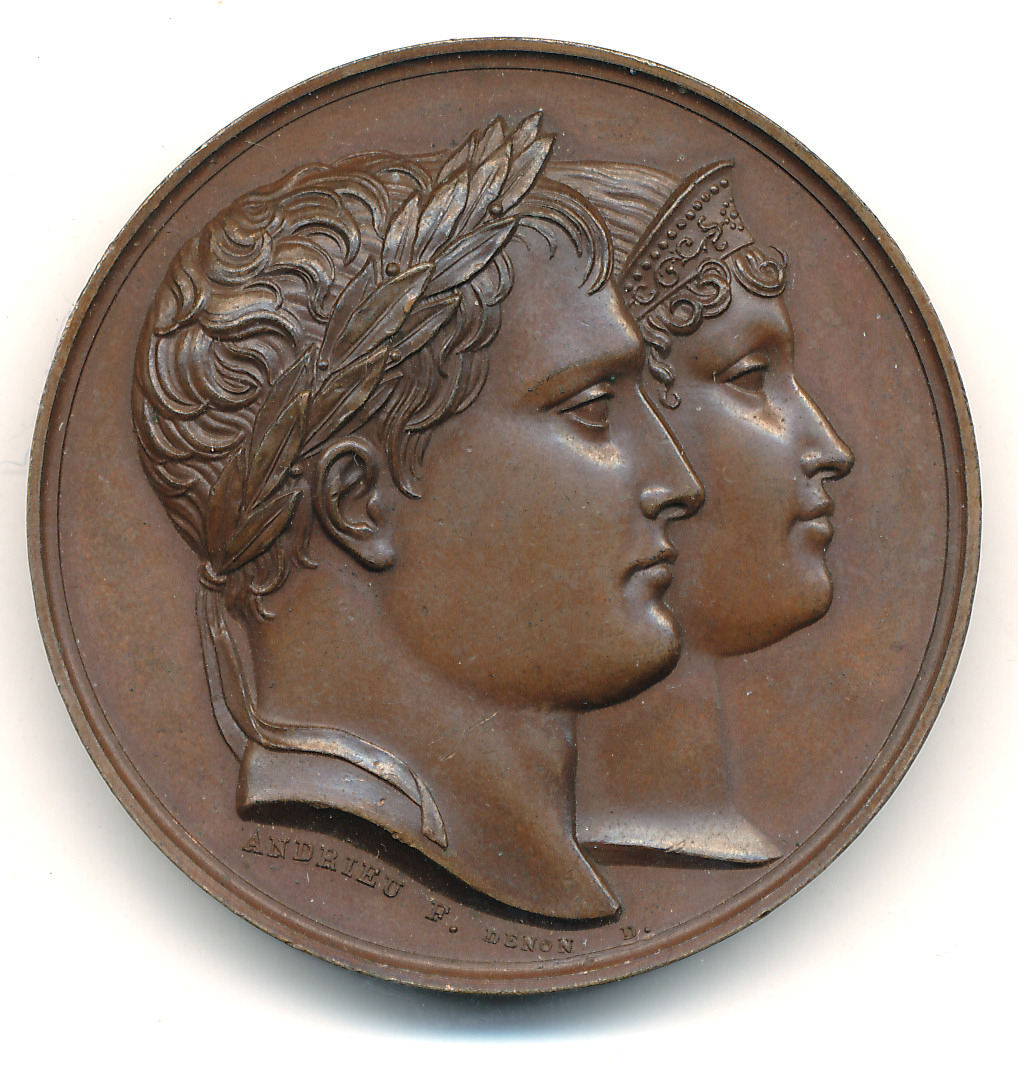
Medaglia di Napoleone e Maria Luisa

Bertrand Andrieu (Bordeaux, 4 novembre 1761 – Parigi, 10 dicembre 1822) è stato un medaglista francese.

## Biografia
Figlio di un bronzista, si avvicinò all'incisione del metallo dal Lavau, incisore di stemmi gentilizi e di coni.

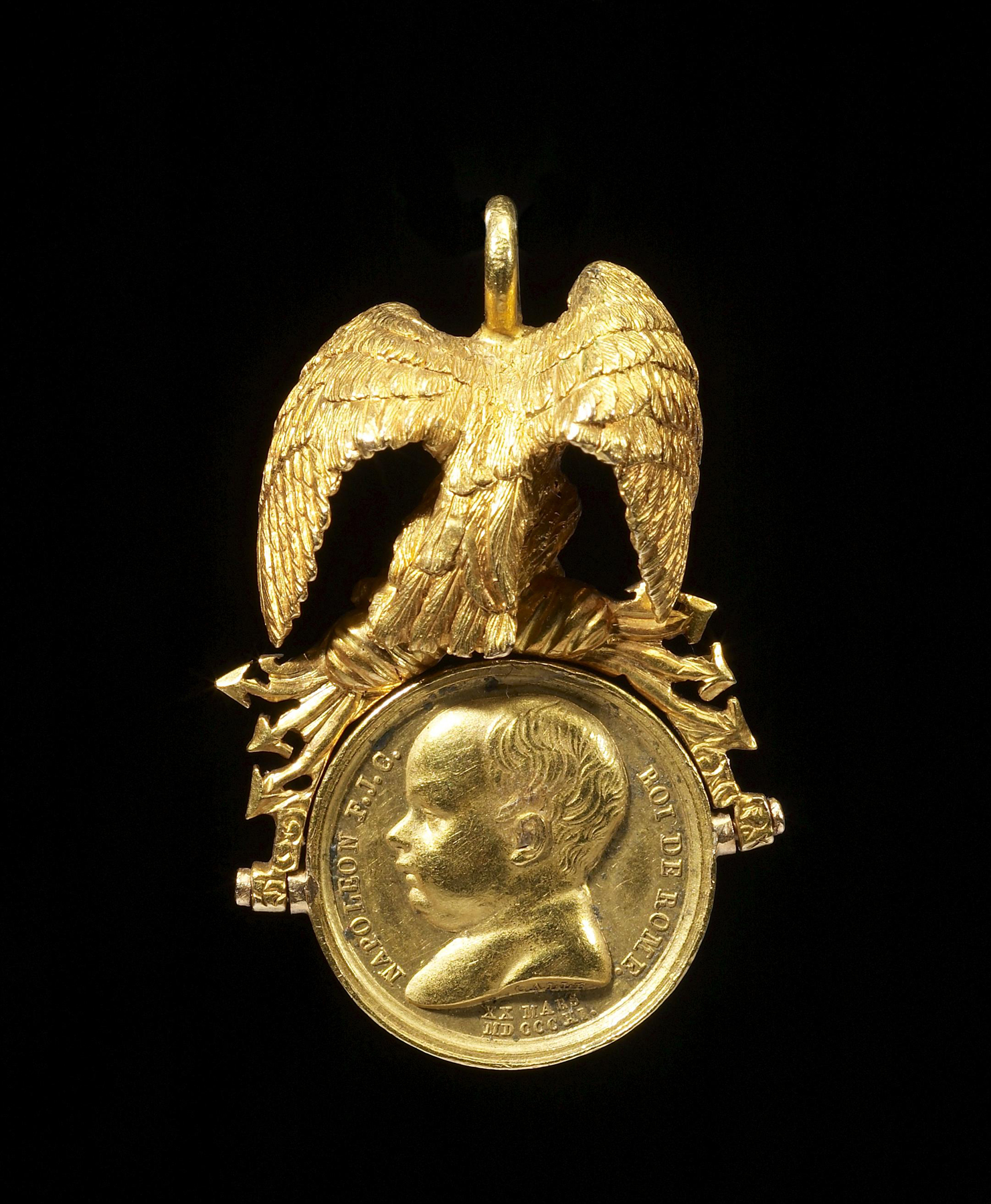
Medaglia commemorativa della nascita del Re di Roma (1811) di Bertrand Andrieu

Fu disegnatore all'Académie de Peinture di Bordeaux, ma a venticinque anni si trasferì a Parigi, dove lavorò nello studio del medaglista Gatteaux.
Il suo stile, ispirato alla plasticità greca e romana, si dimostrò tuttavia originale, caratterizzato da un certo eclettismo.
Fu autore di varie medaglie riguardanti la Rivoluzione francese, l'Impero napoleonico e la Restaurazione.